# Karakara
Karakara ou Kara Kara est une localité et une commune rurale du Niger, département de Dioundiou, région de Dosso.

## Géographie
La localité de Karakara est située à 24 km au nord du chef-lieu départemental Dioundiou.
|              | Guéchémé | Guéchémé               |
| Karguibangou | Karakara | Arewa Dandi ( Nigeria) |
| Karguibangou | Zabori   | Dioundiou              |

## Histoire
La commune rurale de Karakara instaurée en 2002, est issue du canton de Karakara.

## Population
Lors du recensement général de 2012, la population communale est relevée à 44 333 habitants. La localité compte 2 634 habitants en 2012.

## Localités
La commune s'étend sur 64 villages, 75 hameaux et 15 camps au nord du département de Dioundiou.

## Services et infrastructures
- Centre de Santé Intégré (CSI) à Karakara, Dogon Dagi et Yeldou[5].
- Collège d'enseignement général (CEG) à Karakara, Yeldou.
- Centre de formation des métiers (CFM) à Karakara.